# Джонсън (окръг, Кентъки)
Вижте пояснителната страница за други значения на Джонсън.
Окръг Джонсън (на английски: Johnson County) е окръг в щата Кентъки, Съединени американски щати. Площта му е 684 km², а населението - 23 445 души (2000). Административен център е град Пейнтсвил.